# Henrik IV av Frankrike vid belägringen av Amiens
Henrik IV av Frankrike vid belägringen av Amiens är en ofullbordad oljemålning av den flamländske barockkonstnären Peter Paul Rubens. Den målades 1630 och ingår sedan 1950 i Göteborgs konstmuseums samlingar. 

## Motivet
Målningen skildrar belägringen av Amiens(en) 1597, en händelse under Hugenottkrigen. Den nordfranska staden intogs av spanjorerna 1597 och först efter en långvarig belägring lyckades Henrik IV av Frankrike återta den.

## Bakgrund
År 1622 undertecknade Rubens ett kontrakt för två serier med målningar för Palais du Luxembourg, änkedrottningen Maria av Medicis nybyggda palats i Paris. Målningarna för det västra galleriet, som hyllade Maria själv som fredens beskyddare, kom på plats vid mitten av 1620-talet. De kallas Medicisviten och är idag utställda på Louvren. Det östra galleriet tillägnades hennes make, Henrik IV av Frankrike, som hade mördats 1610. I 24 målningar skulle kungen förhärligas som en krigets hjälte. Av dessa skulle 16 skildra viktiga fältslag i vilka kungen själv deltagit. De skulle utföras i höjdformat för att kunna sättas upp mellan fönstren på galleriets båda långväggar. Längst bort i galleriet skulle tre stora målningar i breddformat placeras.
Först 1630 kunde Rubens och hans medhjälpare påbörja utförandet av målningarna i den andra serien. Arbetet avbröts dock året därpå när Maria av Medici landsförvisades av sin son Ludvig XIII. Sex påbörjade dukar nämns i konstnärens bouppteckning. Fem av dem befinner sig i museisamlingar och en är försvunnen. 

## Målningens utförande
De 16 målningarna skulle sitta ett stycke upp på väggen och besökaren bör bara ha kunnat studera de nedersta figurerna på nära håll. Dessa relativt stora figurer utförde Rubens själv. De övre partierna med utblickar över de olika slagfälten överlät han åt Pieter Snayers, en specialist på bataljmåleri. De stora träd som inramar figurerna och ger målningen djup utfördes troligen av landskapsmålaren Lodewijk de Vadder(en). För att förstärka upplevelsen av det oändliga, flacka landskapet använde konstnärerna sig av den luftperspektiviska metoden. Förgrunden innehåller varma, bruna toner, i mellangrunden dominerar grönt medan bakgrunden genomsyras av blåa toner som övergår till en disig horisont. Perspektivet förstärks av den långa kavallerikolonnen vars rörelse in mot bilddjupet tas upp av floden Somme.
Rubens båda medarbetare hann fullborda sin del av arbetet. Snayers bidrag består av många hundra små figurer som är mycket detaljerade i utförandet. De kontrasterar mot Rubens betydligt större figurer i förgrunden. Tack vare att de senare är oavslutade får vi möjlighet att studera hur konstnären arbetade. 

## Relaterade målningar

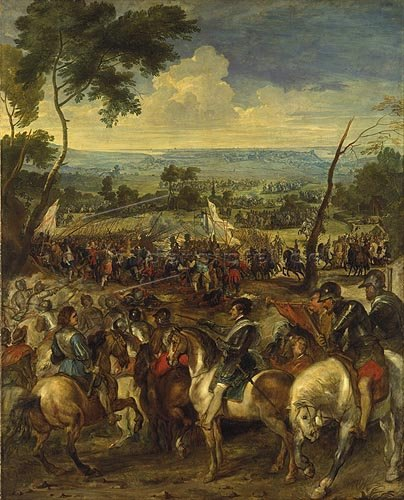
Rubens och Pieter Snayers Henrik IV i slaget vid Arques. Målad cirka 1630–1631, ofullbordad och utställd på Alte Pinakothek.
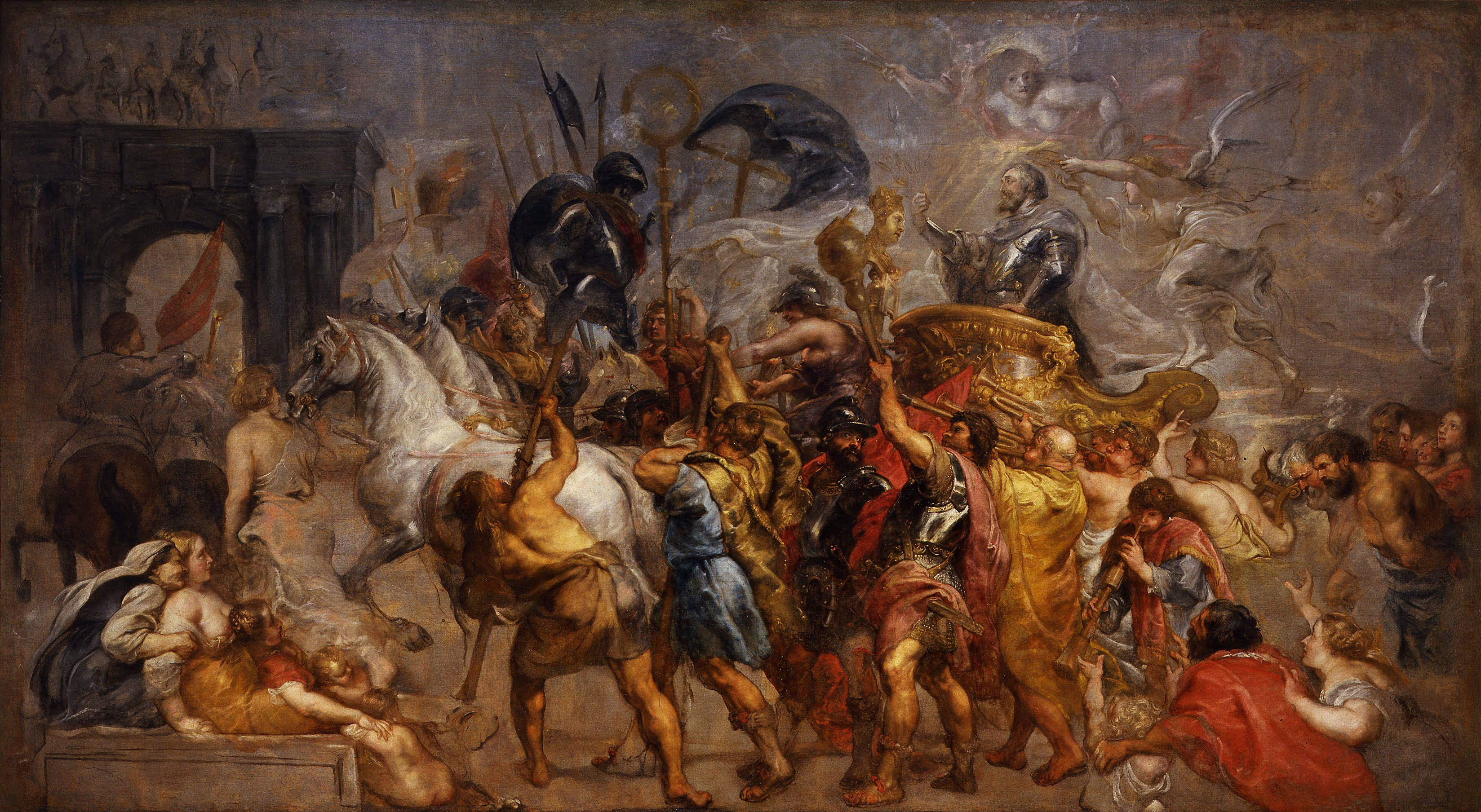
Rubens Henrik IV:s triumferande intåg i Paris (1630) är tillsammans med pendangen Henrik IV i slaget vid Ivry utställd på Uffizierna.
Rubens Drottningens landstigning i Marseille den 3 november 1600 (cirka 1622–1625, ingår i Medicisviten), Louvren.